# Åreforkalkning
 Denne artikel bør gennemlæses af en person med fagkendskab for at sikre den faglige korrekthed.

Åreforkalkning (atherosklerose og arteriosklerose) er en hyppig årsag til dødsfald i Danmark; indtil midten af 90'erne var hjerte-kar-sygdomme, af hvilke mange skyldes åreforkalkning, den hyppigste dødsårsag i Danmark.
Forkalkningen er en fortykkelse af pulsårernes vægge, ofte i hjertets kranspulsårer, i hjernens kar og benene; sidstnævnte kan hyppigt nødvendiggøre amputation. 
Fortykkelsen består af fedt, der er indlejret i bindevæv og glatte muskelceller. Hvis fortykkelsen fortsætter, vil der efterhånden være så smal en passage for blodet, at der kan rives hul på karvæggen, og der kan dannes en blodprop. Hvis åreforkalkningen sidder i hovedpulsåren (aorta), kan der opstå livsfarlige udposninger på aorta (aneurismer).
Hjerte-kar-sygdomme er multifaktorielle sygdomme: en lang række faktorer har indflydelse på udviklingen af sygdommen. 
De kan opdeles i arvelige faktorer og miljøfaktorer: 
Blandt de arvelige faktorer er karvægsforhold og tendens til blodsammenklumpning (koagulation).
Miljøfaktorerne er bl.a. stress, tobaksrygning, motion, ernæring, blodtryk og fedme. Sukkersyge er meget ofte ledsaget af sygdom i pulsårernes væg.